# Джеминиди
Джеминидите са метеорен поток, причинен от обект на име 3200 Фаетон, който се смята за изгаснала комета.
Метеорите от този поток могат да бъдат наблюдавани в средата на декември, с пик около 12 – 14 декември. Интензивността на джеминидите се усилва през последните години и достига около 120 – 160 метеора на час при оптимални условия за наблюдение. Първото описано наблюдение на джеминидите е от преди 150 години – много по-скоро, отколкото други метеорни потоци, като персеидите и леонидите например.

## Радиант
Радиантът на метеорите от този поток (привидната точка, от която се появяват) се намира в съзвездието Близнаци (на английски: Gemini), откъдето произхожда и наименованието на потока. Метеорите се движат с умерена скорост по небосклона, реалната им скорост е около 35 км/сек, поради което се забелязват лесно. Джеминидите са най-постоянният и активен ежегоден метеорен поток. През 2005 г. наблюдението на джеминидите е ограничено поради пълнолуние.